# Caenis catherinae
Caenis catherinae is een haft uit de familie Caenidae. De wetenschappelijke naam van de soort is voor het eerst geldig gepubliceerd in 1999 door Hofmann & Thomas.
De soort komt voor in het Neotropisch gebied.